# Pos Indonesia
PT Pos Indonesia (Persero) – operator pocztowy oferujący usługi pocztowe w Indonezji, z siedzibą w Bandungu (prowincja Jawa Zachodnia).